# پیر-رمود ویلمیان
پیر-رمود ویلمیان (فرانسوی: Pierre-Raymond Villemiane‎؛ زادهٔ ۱۲ مارس ۱۹۵۱) دوچرخه‌سوار اهل فرانسه است.